# Stefanów (powiat jarociński)
Stefanów – osada w Polsce położona w województwie wielkopolskim, w powiecie jarocińskim, w gminie Jarocin. Miejscowość wchodzi w skład sołectwa Golina.
W latach 1975–1998 miejscowość należała administracyjnie do województwa kaliskiego.